# Halticoptera agaliensis
Halticoptera agaliensis is een vliesvleugelig insect uit de familie Pteromalidae. De wetenschappelijke naam is voor het eerst geldig gepubliceerd in 2003 door Sureshan.